# Susan Boyle
Susan Magdalane Boyle (Blackburn, 1º aprile 1961) è una cantante britannica, apparsa nella terza serie della trasmissione televisiva britannica Britain's Got Talent, dove ha conquistato il secondo posto.
Ha raggiunto la fama internazionale grazie alla sua interpretazione del brano I Dreamed a Dream, canzone tratta dal musical Les Misérables, presentata nella puntata del talent show trasmessa l'11 aprile 2009. Il suo album I Dreamed a Dream ha battuto il record di album di debutto più venduto nel Regno Unito nella sua prima settimana, precedentemente detenuto da Leona Lewis. Sebbene il suo successo commerciale sia calato dopo l'exploit dei suoi primi due album, Boyle ha venduto circa 19 milioni di album in tutto il mondo.

## Biografia

### Infanzia
Nata da Patrick, minatore veterano della seconda guerra mondiale e da Bridget, una stenografa, è di origine irlandese; i suoi genitori infatti sono immigrati dall'Irlanda, per la precisione dalla contea di Donegal. Patrick era un cantante dilettante, che era solito esibirsi presso locali e pub del centro scozzese. La madre la diede alla luce all'età di 45 anni; il parto non fu privo di complicazioni, che causarono alla piccola un principio di asfissia: l'incidente provocherà, negli anni a venire, tutta una serie di difficoltà nell'apprendimento, che influirono negativamente anche nella socializzazione coi compagni di scuola, che a volte la prendevano di mira con atti di bullismo e la soprannominarono Susie the Simple (appr. Susie la sempliciotta); in età adulta, la stessa Boyle ha rivelato di soffrire della sindrome di Asperger (termine in disuso per descrivere una condizione che rientra nei disturbi dello spettro autistico).

### Inizio dell'attività canora
Dopo aver lasciato la scuola con una qualifica bassa, trovò lavoro (per l'unica volta nella sua vita) come apprendista cuoca presso il West Lothian College di Livingston, per sei mesi. Durante il periodo lavorativo presso l'Università, iniziò a frequentare il teatro, assistendo alle esibizioni dei cantanti professionisti ed ascoltando in disparte le lezioni di canto che venivano tenute. Cominciò a prendere le sue prime lezioni di canto vere e proprie dal vocal coach Fred O'Neil. Iniziò anche a frequentare la scuola di recitazione di Edimburgo e prese parte anche al Fringe, festival artistico della capitale scozzese. Prima di approdare a Britain's got talent, comunque, le sue esperienze canore si limitavano a semplici esibizioni presso locali e karaoke.
Nel 1994 Susan partecipò alla trasmissione My Kind of People, cantando la canzone I Don't Know How to Love Him, tratto dal musical Jesus Christ Superstar, ma venne fatta oggetto di derisione da parte del presentatore Michael Barrymore. Nel 1999, Susan registrò una traccia per un cd, del quale vennero stampate solo 1000 copie, a scopo benefico, prodotto dalla West Lothian School. L'album si chiamava Music for a Millennium Celebration, Sounds of West Lothian. La performance della cantante scozzese, che cantò Cry Me a River, venne notata non solo dai giornali scolastici e locali ma anche da alcune testate più importanti, alcune delle quali addirittura oltre i confini del Regno Unito. Sempre nel 1999, Susan registrò alcuni demo, che inviò ad alcuni discografici e talent scout inglesi, tentando così una prima volta la carriera nella musica. Nel disco v'era inciso, oltre a Cry Me a River, anche Killing Me Softly with His Song

### Britain's Got Talente il successo mediatico
Le performance di Susan riscuotevano successo, ma erano pur sempre limitate a pubblici e concorsi locali. La madre ed il suo vocal coach esortarono più volte la cantante a tentare di entrare a far parte del programma televisivo Britain's Got Talent e di X Factor, ma la donna, frenata dalla timidezza e dal rischio di non venir compresa, rinunciò a lungo. In particolare, il suo vocal coach affermò che Susan abbandonò le audizioni di X Factor perché convinta che i partecipanti venissero scelti in base al loro aspetto e, per poco, non fece lo stesso anche con Britain's Got Talent, da lei ritenuto un programma di impatto molto giovanile per lasciar spazio ad una donna di mezza età. Fu probabilmente la morte dell'anziana madre, avvenuta nel 2007 all'età di 91 anni, a dare alla cantante lo sprone a vincere queste sue paure.
Nell'agosto del 2008, Susan fece domanda per partecipare al programma, e dopo aver superato un'audizione preliminare a Glasgow, si presentò nel 2009 alle audizioni principali. La sua apparizione, iniziata sotto lo scetticismo generale, stupì il pubblico (che più volte durante l'esibizione si alzò in piedi per una standing ovation) e la giuria, che fino a poco prima aveva trattenuto a stento il suo scetticismo e ilarità verso la cantante ed i suoi modi poco convenzionali. Ma il successo non si fermò qui: il video della sua esibizione su YouTube venne visto, in poco tempo, da milioni di utenti in tutto il mondo. Dal 20 aprile 2009, dopo solo nove giorni dalla sua apparizione televisiva, il clip della sua audizione, le successive interviste e la sua interpretazione della canzone popolare statunitense Cry Me a River sono stati visti oltre cento milioni di volte su internet..
La sua seconda esibizione, avvenuta il 24 maggio 2009, durante la quale Susan cantò Memory, tratta dal musical Cats, fu un altro successo, e proiettò la cantante scozzese in finale. Nonostante fosse la favorita, Susan non riuscì a strappare la vittoria finale, che andò al gruppo di danzatori dei Diversity. A causa del fortissimo stress accumulato, anche per alcune polemiche derivanti da alcuni suoi comportamenti sul palco, Susan venne ricoverata in una clinica psichiatrica di Londra il giorno dopo la sua sfortunata finale. Durante la sua degenza, durata cinque giorni, le giunsero gli auguri del primo ministro britannico Gordon Brown e venne invitata alle celebrazioni per la festa dell'Indipendenza Americana a Washington. La casa discografica Syco, una sussidiaria della Sony Music, le ha proposto un contratto.
Il fenomenale successo su Internet e sugli altri mezzi mediatici e la simpatia che la Boyle ha riscosso da parte di milioni di persone l'hanno trasformata in un'icona culturale. La sua interpretazione di I Dreamed a Dream è stata ritenuta avere influito molto positivamente sulla vendita dei biglietti per la rappresentazione de Les Miserables di Vancouver. Della sua performance hanno parlato, fra gli altri, oltre alle reti radiofoniche e televisive italiane, anche l'indiano The Times of India, il tedesco Der Spiegel, la cinese Xinhua News Agency, la brasiliana Zero Hora, israeliano Ynet, e l'arabo Al Arabiya.

### I Dreamed a Dream, il primo album
Nell'autunno del 2009 la Syco, sussidiaria della Sony, ha pubblicato un disco a livello mondiale riscuotendo un enorme successo di vendite, pari ad oltre 10 milioni di copie, in particolar modo negli Stati Uniti. Il disco è divenuto l'album d'esordio ad aver venduto più velocemente nella storia della musica, nonché quello acquistato più velocemente in Regno Unito. È stato promosso dai singoli Wild Horses e I Dreamed a Dream e da alcune esibizioni in diversi paesi. In Italia è stata ospite del Festival di Sanremo 2010, dove ha cantato il brano che ha dato il titolo al disco, in seguito all'esibizione il pubblico ha dimostrato apprezzamento verso la cantante attraverso una standing ovation. Di fede cattolica, è stata chiamata a cantare di fronte a Papa Benedetto XVI durante la celebrazione officiata nel parco di Bellahouston a Glasgow il 16 settembre 2010.
Nel 2010 in un episodio di Futurama, " Attack of the Killer App ", viene rivelato che Leela ha una "bolla" canterina (foruncolo animato) di nome Susan sul sedere, che canta "I Dreamed A Dream" e "Amazing Grace".

### Il secondo album:The Gift
L'8 novembre 2010 è stato pubblicato il suo secondo album, The Gift, anche questo contenente cover, prevalentemente di canzoni natalizie. Il disco contiene inoltre una cover della canzone Perfect Day di Lou Reed, estratta come primo singolo dal disco.

### Il terzo album:Someone to Watch Over Me
Il 7 novembre 2011 è uscito Someone to Watch Over Me, terzo album in studio della cantante scozzese, che ha venduto 1,1 milioni di copie in tutto il mondo.

### Quarto e quinto album:Hope e A Wonderful World
Nel 2014 la cantante pubblica il nuovo album che contiene cover di brani di John Lennon, Pink Floyd e Simon and Garfunkel. Nel 2016 viene pubblicato un altro album, A Wonderful World, ancora una volta un progetto di sole cover.

### America's Got Talent: The Champions, TEN
Il 7 gennaio 2019 fa ritorno sul palco del format Got Talent, ma stavolta in America, dove si sfidano alcuni fra i principali concorrenti delle passate edizioni nel mondo. Fra i giudici c'è anche Simon Cowell, giudice che ha conosciuto a Britain's Got Talent. All'audizione ha cantato Wild Horses dei The Rolling Stones, ricevendo il golden buzzer di Mel B e andando così direttamente in finale. Sempre nel 2019 Susan Boyle pubblica l'album TEN, un nuovo progetto di sole cover che celebra i suoi 10 anni nel mondo della musica mainstream.

### Carriera di attrice
Nel 2013 debutta come attrice cinematografica nel film The Christmas Candle, accanto a Hans Matheson, Samantha Barks e James Cosmo, e in seguito recita in Zoolander 2 (2016) di Ben Stiller.

## Discografia

### Album
- 2009 - I Dreamed a Dream
- 2010 - The Gift
- 2011 - Someone to Watch Over Me
- 2012 - Standing Ovation: The Greatest Songs from the Stage
- 2013 - Home for Christmas
- 2014 - Hope
- 2016 - A Wonderful World

### Raccolte
- 2019 - Ten

### Singoli
- 2009 - Wild Horses
- 2010 - I Dreamed a Dream
- 2010 - You'll See
- 2010 - Amazing Grace
- 2010 - Perfect Day
- 2011 - You Have to Be There
- 2011 - Enjoy the Silence
- 2011 - Unchained Melody
- 2011 - Autumn Leaves
- 2012 - The Winner Takes it All
- 2013 - O Come, All ye Faithful (con Elvis Presley)
- 2014 - You Raise Me Up

Come artista ospite
- 2010 - Everybody Hurts (parte del gruppo Helping for Haiti)
- 2011 - A Mother's Prayer (con Jackie Evancho)
- 2012 - From This Moment On (con Placido Domingo)

## Filmografia

### Cinema
- The Christmas Candle, regia di John Stephenson (2013)
- Zoolander 2, regia di Ben Stiller (2016)

### Video musicali
- Helping Haiti: Everybody Hurts (Color Version) (2010)
- Helping Haiti: Everybody Hurts (B&W Version) (2010)
- Susan Boyle: Perfect Day (2010)